# Dichochrysa ventralis
Dichochrysa ventralis är en insektsart som först beskrevs av Curtis 1834.  Dichochrysa ventralis ingår i släktet Dichochrysa och familjen guldögonsländor. Arten är reproducerande i Sverige. Inga underarter finns listade i Catalogue of Life.

## Bildgalleri

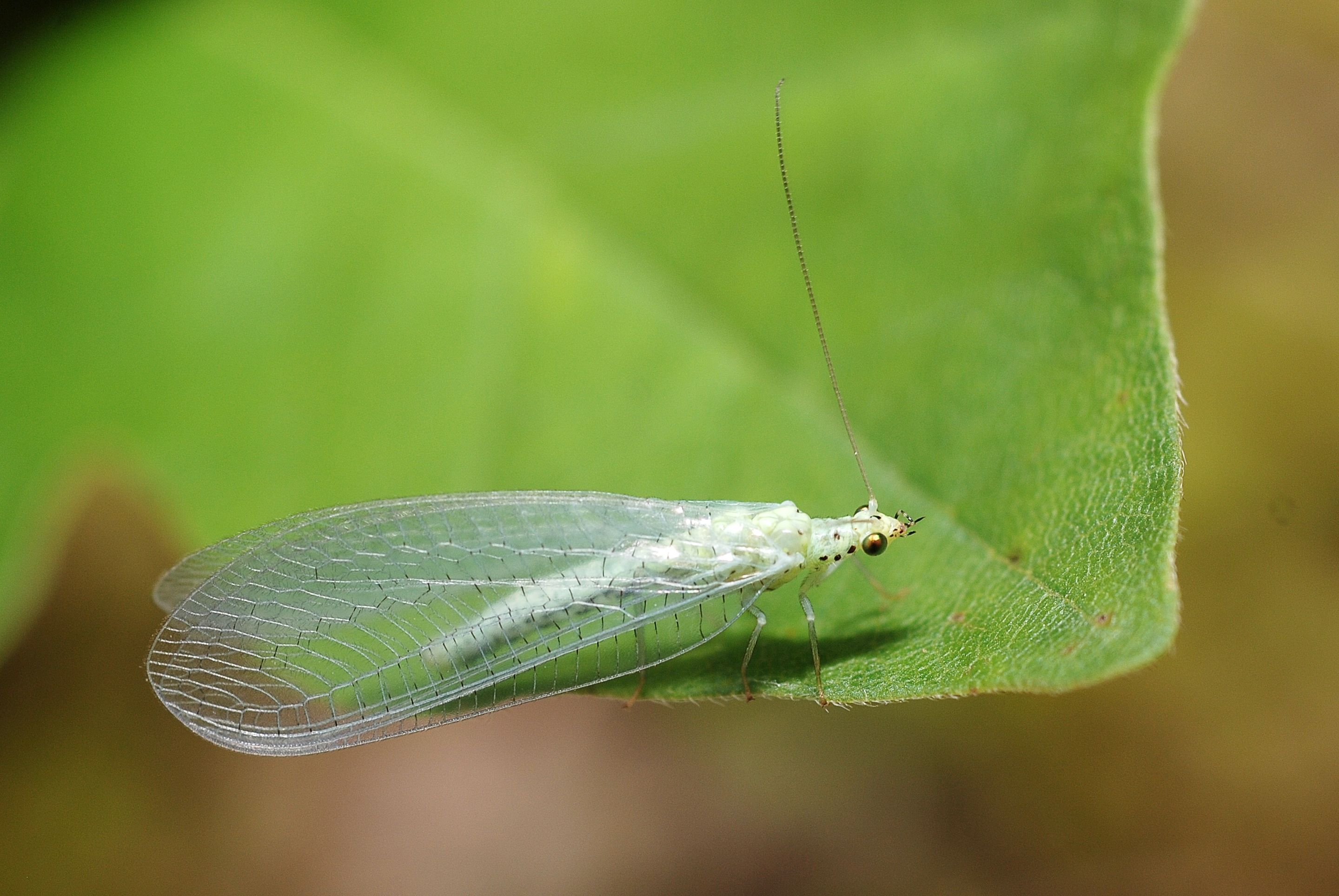